# Baltazar (football, 1959)
Pour les articles homonymes, voir Baltazar et Morais.
Baltazar Maria de Morais Júnior dit Baltazar, né le 17 juillet 1959 à Goiânia, est un footballeur international brésilien, en activité de la fin des années 1970 au milieu des années 1990. Durant sa carrière, il évolue au poste d'attaquant.

## Biographie
Après sa carrière de footballeur, il est devenu diacre dans une église évangélique.

## Palmarès
- Vainqueur de la Copa América en 1989
- Pichichi du championnat d'Espagne en 1989 avec 35 buts